# سمكة المهرج السرجية
سمكة المهرج السرجية (الإسم العلمي:Amphiprion ephippium)، هو نوع من الأسماك يتبع جنس سمكة المهرج من فصيلة البوماسنتريدي.

## معرض صور

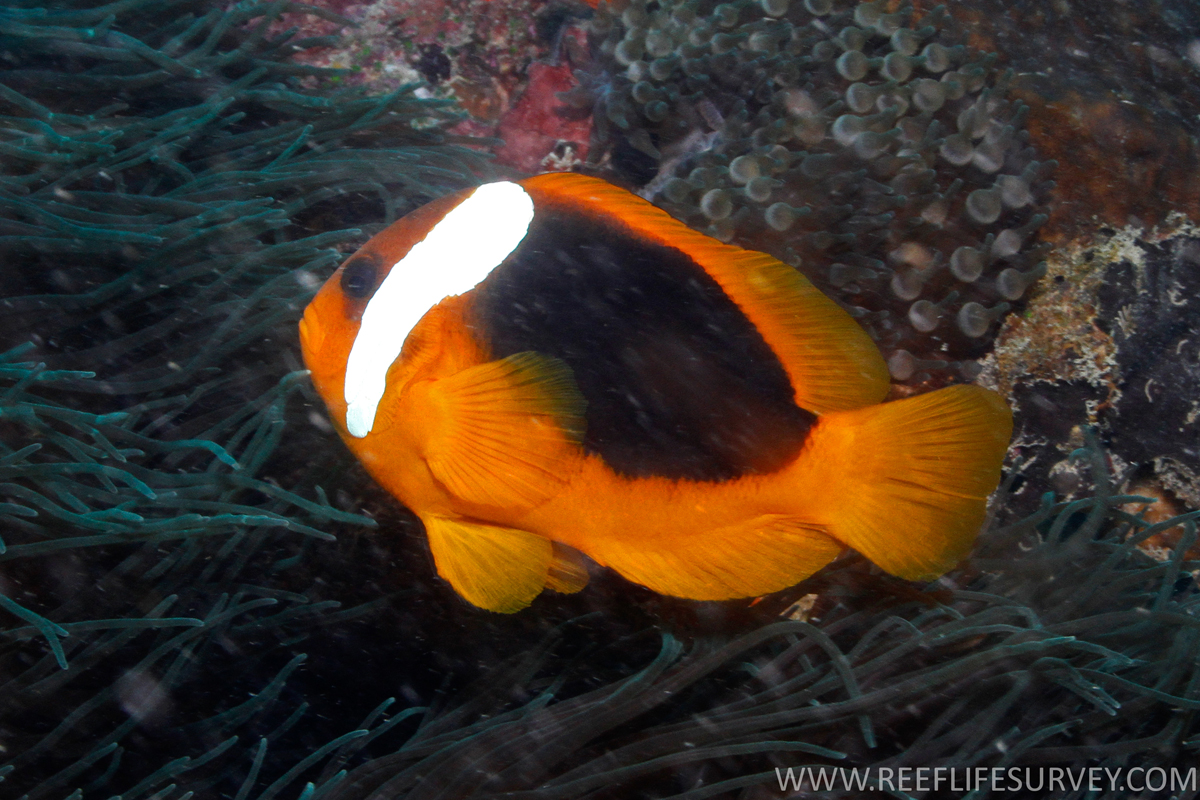
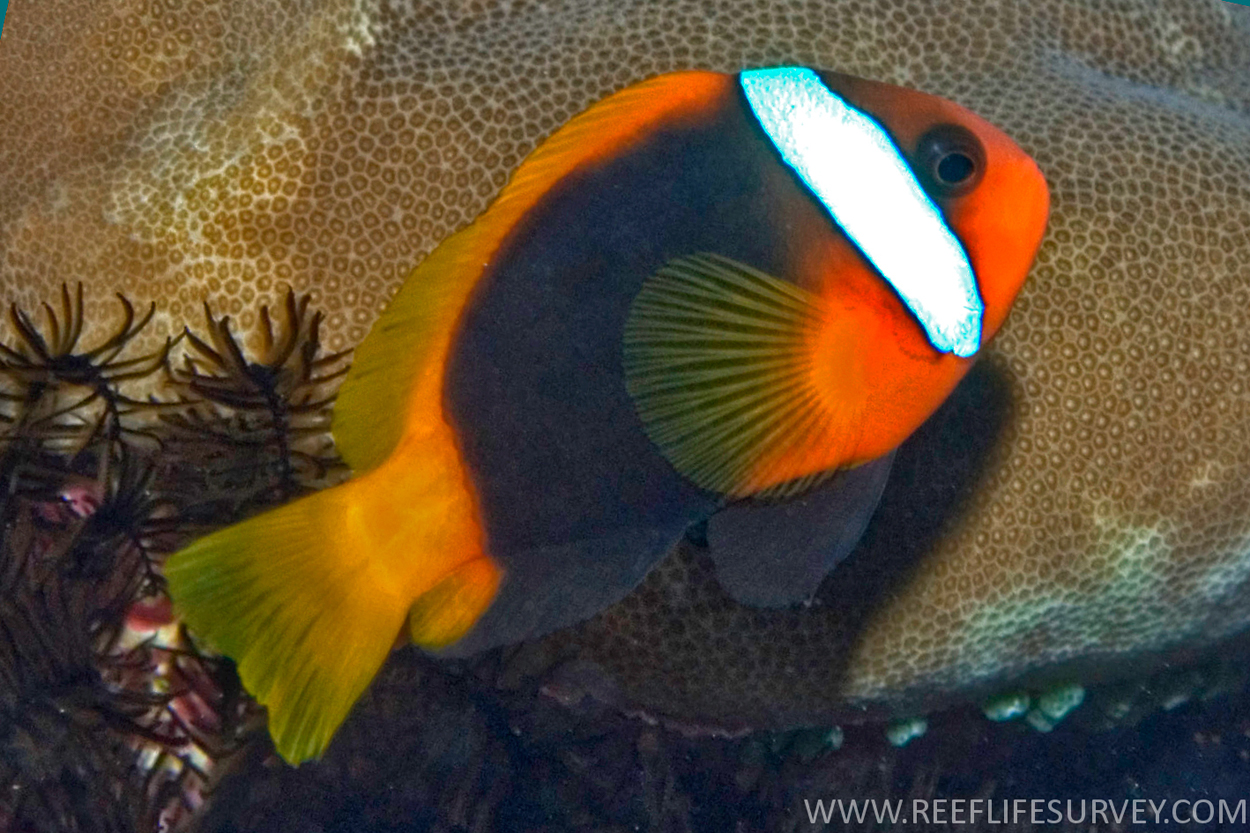
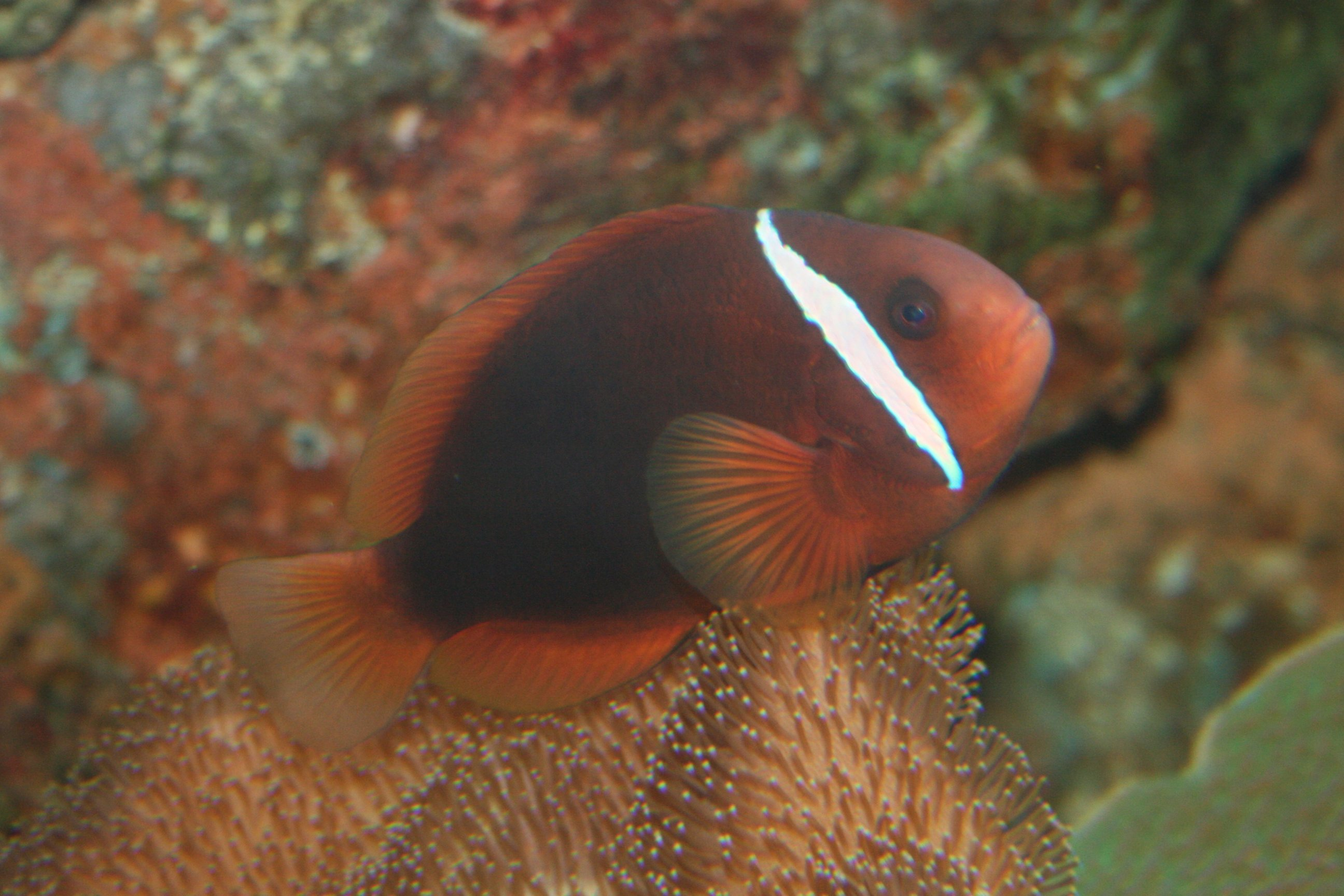